# Prochaines élections législatives nord-irlandaises
Les prochaines élections législatives nord-irlandaises devraient avoir lieu le 6 mai 2027 au plus tard afin d'élire les 90 députés de la 8e législature l'Assemblée d'Irlande du Nord.
Une convocation anticipée des élections est longtemps envisagées avant la fin du mandat de l'assemblée issues des précédentes élections organisées en 2022, en raison du blocage institutionnel provoqué par le refus du Parti unioniste démocrate (DUP) de former un nouveau gouvernement dans le contexte du protocole nord irlandais post-Brexit. La signature du cadre de Windsor fin février 2023 permet cependant la reprise des négociations et la formation d'un gouvernement début février 2024.

## Contexte

### Paysage politique
L'Irlande du Nord est une nation constitutive du Royaume-Uni bénéficiant de la dévolution de certains pouvoirs. Cette organisation politique est héritée de l'accord du Vendredi saint, adopté en 1998 et qui met fin à trente ans de conflit nord-irlandais et de violences terroristes en mettant en place un partage du pouvoir sur la base du consociationalisme entre unionistes et nationalistes.
Le Premier ministre et vice-Premier ministre d'Irlande du Nord, aux pouvoirs similaires, sont issus des deux partis dominant, après les élections, les deux camps. Pour cette raison, la vie politique nord-irlandaise n'est pas structurée en une majorité et une opposition parlementaires. Le territoire est doté de manière permanente d'un gouvernement d'union nationale. L'exécutif nord-irlandais est choisi par l'Assemblée, chaque parti politique disposant d'un nombre de ministres proportionnel à son nombre de sièges à l'Assemblée. Le territoire demeure membre, par choix, du Royaume-Uni, et conserve le droit de le quitter si une majorité de ses citoyens le souhaite.

### Crise politique de 2022 à 2024

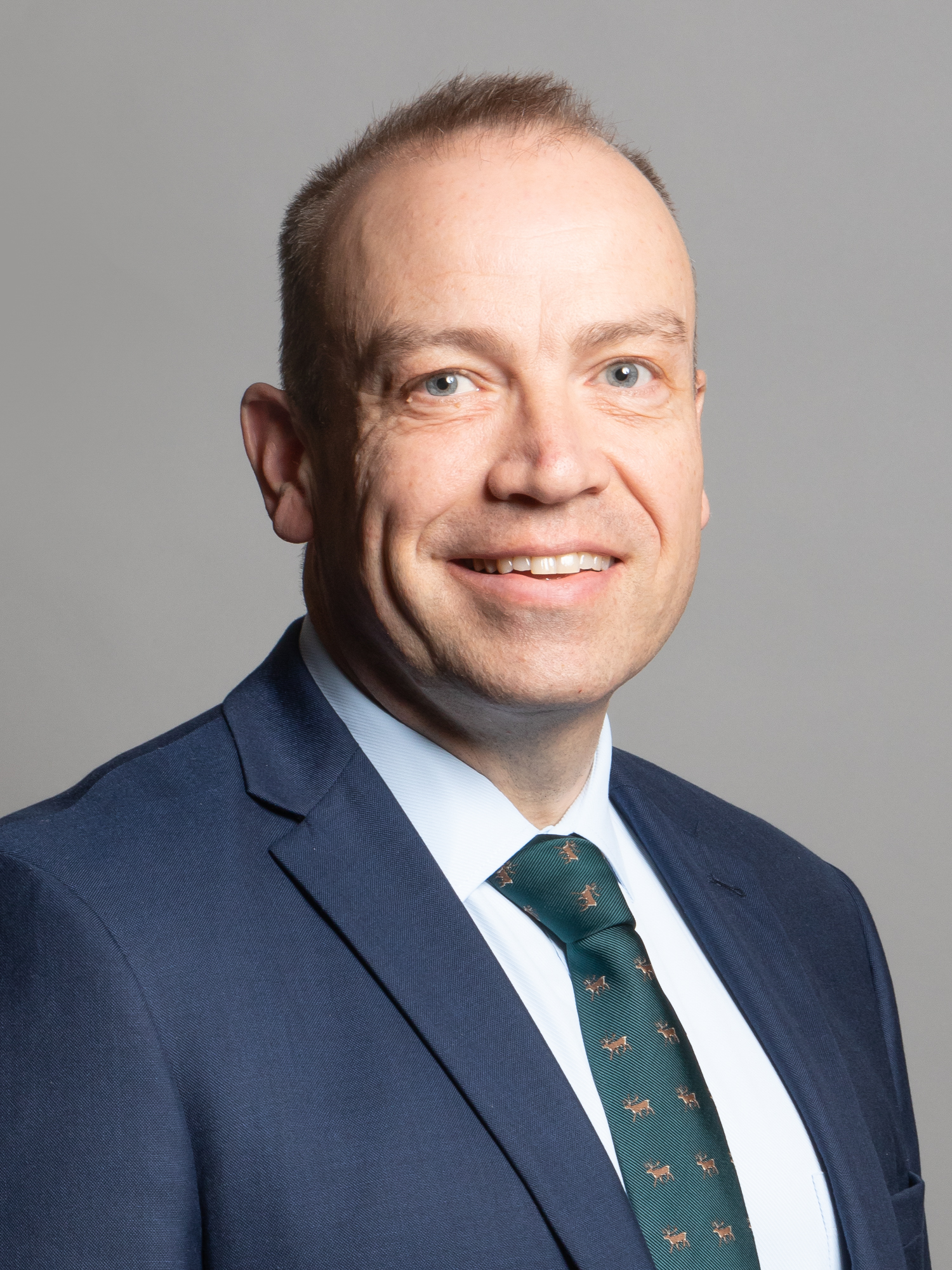
Chris Heaton-Harris

Les élections législatives de 2022 voient les républicains du Sinn Féin arriver en tête à la suite du recul du Parti unioniste démocrate (DUP). Bien que co-dirigeant l'Exécutif, ce dernier est affaibli par son échec à empêcher les concessions de Londres dans l'application du Brexit en Irlande du Nord à tel point que, pour marquer son désaccord, le Premier ministre Paul Givan présente sa démission juste avant les élections. Le DUP est par ailleurs concurrencé au sein de l'électorat unioniste par la montée du parti Voix unioniste traditionnelle (TUV). En parallèle, le scrutin voit la percée des libéraux de l'Alliance, qui remettent en cause le système de consociationalisme.
Bien qu'en stagnation en termes de sièges, la victoire du Sinn Féin marque la première fois qu'un parti nationaliste irlandais obtient la majorité relative des voix en Irlande du Nord. En vertu de l'accord du Vendredi saint, cette première place lui donne le droit de nommer la personne de son choix au poste de Premier ministre. La nomination de Michelle O'Neill, jusqu'ici vice-Première ministre, est alors attendue.
Dès les jours qui suivent, le Parti unioniste démocrate fait part de son refus de participer à un nouveau gouvernement, réitérant son opposition au protocole nord irlandais post-Brexit, qui instaure une forme de frontière douanière avec le reste du Royaume-Uni. Le DUP bloque ainsi l'élection du nouveau président de l'Assemblée. La participation du premier parti unioniste à ce vote comme au gouvernement étant obligatoire dans le cadre de l'accord du Vendredi saint, cette situation conduit à une impasse institutionnelle qui s'installe dans le temps. Le secrétaire d'État pour l'Irlande du Nord, Chris Heaton-Harris, finit par rappeler, le 28 septembre, son obligation de convoquer des élections anticipées si aucun gouvernement n'est mis en place six mois après les élections, fixant le 28 octobre comme date limite. Malgré l'opposition du Sinn Fein à un retour aux urnes, et les appels au compromis du vice-Premier ministre irlandais, Leo Varadkar, et du Premier ministre britannique, Rishi Sunak, le vote organisé le 27 octobre conduit pour la quatrième fois à l'échec de l'élection d'un président de la chambre. Le lendemain 28 octobre, Heaton-Harris annonce être dans l'obligation de convoquer des élections anticipées. Le scrutin est alors annoncé pour le 15 décembre 2022 par plusieurs médias qui s'appuient sur une déclaration du président de la commission électorale, qui mentionne cette date comme étant la plus probable,,,. Le 29 octobre cependant, Heaton-Harris laisse sa décision en suspens, avant d'organiser une série de consultations avec les différents partis le 1er novembre, puis d'annoncer quelques jours plus tard que les élections n'auront pas lieu en décembre. La possibilité d'un vote en décembre avant Noël — pour laquelle la commission électorale effectuait des préparations — aurait été écartée en raison de critiques quant au coût et à l'impact d'un vote en pleine période de festivités.
Le secrétaire d'État annonce finalement le 9 novembre son intention de faire voter une nouvelle loi accordant un délai supplémentaire jusqu'au 8 décembre, avec la possibilité d'une extension supplémentaire de six semaines, soit jusqu'au 19 janvier 2023. Le délai d'organisation des élections restant inchangées, celles ci auraient par conséquent lieu le 3 avril 2023 au plus tard,. La loi est votée le 6 décembre 2022 au Parlement britannique, et l'extension de six semaines utilisée deux jours plus tard à l'expiration du délai. Cette nouvelle loi donne par ailleurs au secrétaire d'État le pouvoir de modifier l'indemnité des membres de l'Assemblée d'Irlande du Nord, une mesure ouvertement réclamée par Chris Heaton-Harris pour sanctionner les parlementaires responsables du blocage. Le lendemain de l'extension du délai, celui-ci annonce une diminution de 27,5 % de l'indemnité, qui passe à partir du 1er janvier 2023 de 51 500 à 37 337 livres, tout en déclarant ne pas exclure une nouvelle diminution en cas de persistance du blocage,.

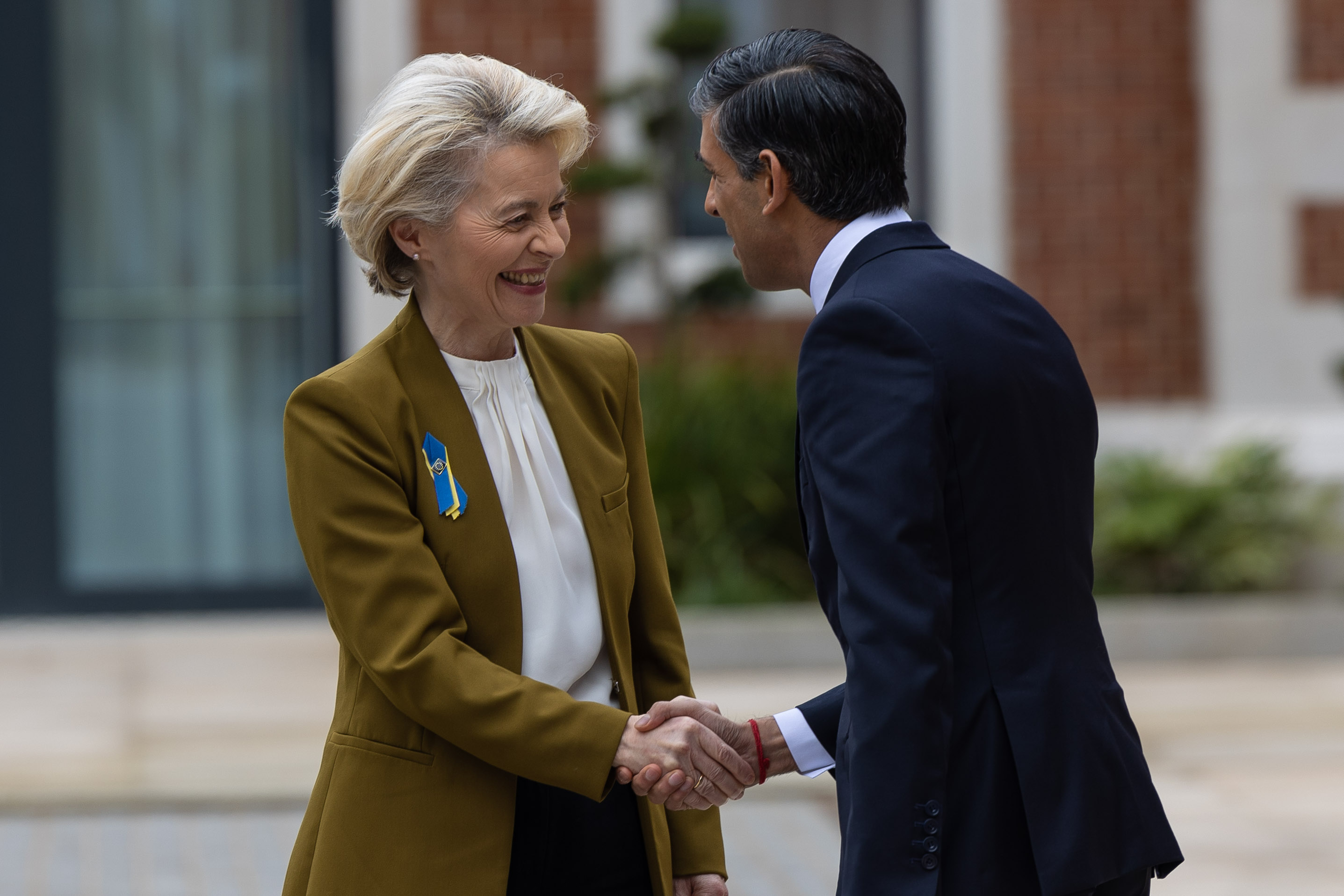
Le Premier ministre britannique Rishi Sunak et la présidente de la Commission européenne Ursula von der Leyen à Windsor le 27 février 2023, jour de l'annonce de l'accord

Une réunion de solution de crise est convoquée par Heaton-Harris pour le 11 janvier, mais le Sinn Fein annonce refuser d'y participer en raison de l'exclusion de sa présidente, Mary Lou McDonald. En réponse, le Parti social-démocrate et travailliste se retire à son tour. Le délai étendu expire le 19 janvier sans qu'une date ne soit officiellement fixée pour le nouveau scrutin, Chris Heaton-Harris cherchant à temporiser dans le contexte d'une nouvelle série de négociations entre le gouvernement britannique et l'Union européenne sur le sujet du protocole nord irlandais. Le 9 février, le Gouvernement britannique introduit une nouvelle loi — votée au parlement britannique le 22 février — qui prolonge à nouveau le délai, cette fois ci fixé au 18 janvier 2024. Le secrétaire d'État conserve néanmoins la possibilité de convoquer les élections anticipées à tout moment au cours de ce délai, s'il n'est pas satisfait de l'évolution des négociations.
Le 27 février 2023, l'Union européenne et le Royaume-Uni annoncent la signature du cadre de Windsor, qui modifie le protocole sur l'Irlande du Nord en réduisant fortement les procédures de douanes entre cette dernière et la Grande-Bretagne, ainsi que la règlementation de l'Union européenne qui s'applique en Irlande du Nord. L'annonce est accueillie chaleureusement par les dirigeants nord-irlandais, le Sinn Fein et le SDLP appelant tous deux à mettre fin à l'impasse politique. Considérant les changements insuffisants, le DUP décide cependant de poursuivre son refus d'incorporer un gouvernement afin d'obtenir de nouvelles concessions de la part du gouvernement britannique.

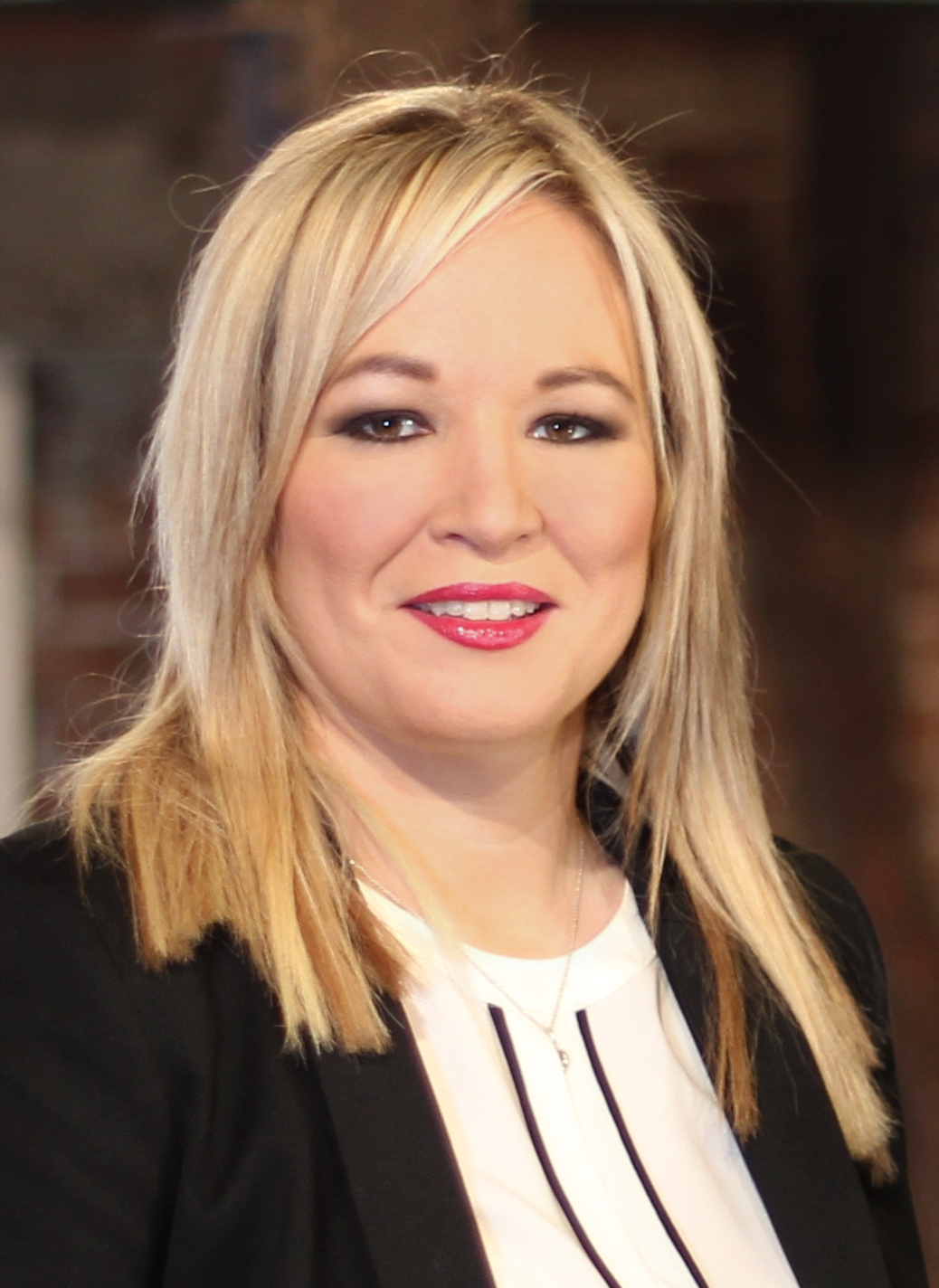
Michelle O'Neill

L'absence prolongée d'un gouvernement pendant deux ans amène l'ensemble du secteur public à organiser une grève générale courant janvier 2024. La veille de la date limite, le 17 janvier, l'assemblée se réunit à nouveau et constate la poursuite du blocage par le DUP. Chris Heaton-Harris annonce en conséquence l'extension du délai au 8 février, qui est voté le 25 janvier. Cinq jours plus tard, le DUP annonce avoir conclu un accord avec le gouvernement britannique sur la mise en œuvre du Cadre de Windsor afin de « sécuriser » la place de l'Irlande du Nord dans le marché intérieur du Royaume-Uni. L'accord sur la sauvegarde de l'Union (Safeguarding the Union paper) s'accompagne d'un financement visant à répondre aux demandes du secteur public. Le parti annonce dans la foulée être maintenant disposé à revenir siéger et former un gouvernement avec le Sinn Fein,,. La dirigeante de ce dernier, Michelle O'Neill, est officiellement élue Première ministre le 3 février 2024, avec Emma Little-Pengelly (DUP) comme vice-Première ministre. C'est la première fois que le premier ministre d'Irlande du Nord est issu de la mouvance républicaine et nationaliste.

## Système électoral
L'Assemblée d'Irlande du Nord est composée de 90 sièges pourvus pour cinq ans au scrutin à vote unique transférable dans dix-huit circonscriptions de cinq sièges chacune. Ce système électoral proportionnel vise ainsi à assurer une représentation équitable des divers courants politiques.
Dans la pratique, un électeur vote en classant les candidats de sa circonscription par ordre de préférence, en écrivant des chiffres à côté de leurs noms sur son bulletin de vote : 1 étant sa première préférence, 2 sa deuxième, et ainsi de suite. L'électeur est libre de classer ainsi autant de candidats qu'il le souhaite, ou même un seul. Après le dépouillement, le total des bulletins de vote valides dans la circonscription, plus un, est divisé par le nombre de sièges à pourvoir, plus un. Le chiffre ainsi obtenu, appelé quota, est le nombre de voix nécessaire pour qu'un candidat remporte un siège. Les cinq candidats ayant franchi le quota avec le plus de voix sont ainsi élus. Il reste néanmoins le plus souvent des sièges à pourvoir faute d'un nombre suffisant de candidat ayant atteint le quota. Le candidat arrivé en dernier est alors éliminé, et les secondes préférences de ses électeurs répartis aux autres candidats. L'opération est répétée jusqu'à ce qu'un candidat obtienne de manière cumulée le quota, jusqu'à ce que tous les sièges en jeu soient pourvus,.

## Résultats
| Parti                    | Parti                                  | Voix | %   | +/- | Sièges | +/-           |
| ------------------------ | -------------------------------------- | ---- | --- | --- | ------ | ------------- |
|                          | Sinn Féin                              |      |     |     |        |               |
|                          | Parti unioniste démocrate              |      |     |     |        |               |
|                          | Parti de l'Alliance d'Irlande du Nord  |      |     |     |        |               |
|                          | Parti unioniste d'Ulster               |      |     |     |        |               |
|                          | Parti social-démocrate et travailliste |      |     |     |        |               |
|                          | Voix unioniste traditionnelle          |      |     |     |        |               |
|                          | Parti vert                             |      |     |     |        |               |
|                          | Aontú                                  |      |     |     |        |               |
|                          | Le Peuple avant le profit              |      |     |     |        |               |
|                          | Parti unioniste progressiste           |      |     |     |        |               |
|                          | Parti socialiste républicain irlandais |      |     |     |        |               |
|                          | Parti des travailleurs d'Irlande       |      |     |     |        |               |
|                          | Alternative travailliste               |      |     |     |        |               |
|                          | Parti socialiste                       |      |     |     |        |               |
|                          | Parti conservateur                     |      |     |     |        |               |
|                          | Autres partis                          |      |     | –   |        |               |
|                          | Indépendants                           |      |     |     |        |               |
|                          |                                        |      |     |     |        |               |
| Votes valides            |                                        |      |     |     |        |               |
| Votes blancs et nuls     |                                        |      |     |     |        |               |
| Total                    | Total                                  |      | 100 | –   | 90     | en stagnation |
| Abstentions              |                                        |      |     |     |        |               |
| Inscrits / participation |                                        |      |     |     |        |               |